# Palo (Iowa)
Palo è un comune degli Stati Uniti d'America, situato nello Stato dell'Iowa, nella contea di Linn.